# Baker-Zyste
Als Baker-Zyste wurde ursprünglich die Poplitealzyste (popliteal: zur Kniekehle gehörig) des Rheumatikers bezeichnet. Heute wird der Begriff jedoch meist als Synonym für alle poplitealen Zysten, egal welcher Genese, verwendet. Es ist eine Ausstülpung der dorsalen Gelenkkapsel am Kniegelenk zwischen dem Musculus gastrocnemius (medialer Kopf) und dem Musculus semimembranosus. Sie entsteht meist im Zusammenhang mit einem Schaden innerhalb des Kniegelenks, beispielsweise bei einer Läsion des medialen Meniskus, einer arthrotischen Knorpelveränderung oder auch einer rheumatoiden Arthritis. Durch chronische Entzündungsvorgänge kommt es zu einer vermehrten Produktion von Gelenkflüssigkeit, wodurch ein Überdruck im Kniegelenk entsteht. Die Gelenkkapsel gibt dann am Ort des geringsten Widerstands (Locus minoris resistentiae) an o. g. Stelle nach und bildet eine Zyste aus.

## Erstbeschreiber
William Morrant Baker (1839–1896), Chirurg, London.

## Symptome
Schwellung, Fluktuation und evtl. Schmerzen in der Kniekehle.
Druck auf Nerven und Gefäße in der Kniekehle. Hierdurch können Taubheitsgefühle, Lähmungen und Durchblutungsstörungen im Bereich des Unterschenkels und Fußes entstehen. Eine erhöhte Wahrscheinlichkeit der Entstehung besteht im Zusammenhang mit einer rheumatischen Grunderkrankung.
Die Baker-Zyste kann Komplikationen hervorrufen. Bei zu starkem Druck kann sie reißen und so ein Kompartmentsyndrom hervorrufen.

## Diagnose
Die Diagnose wird neben der klinisch-manuellen Untersuchung durch Ultraschall (Sonographie) und evtl. eine Kernspintomographie erhärtet; dabei werden auch Differentialdiagnosen wie Aneurysmen der Popliteal-Arterie oder -vene ausgeschlossen.

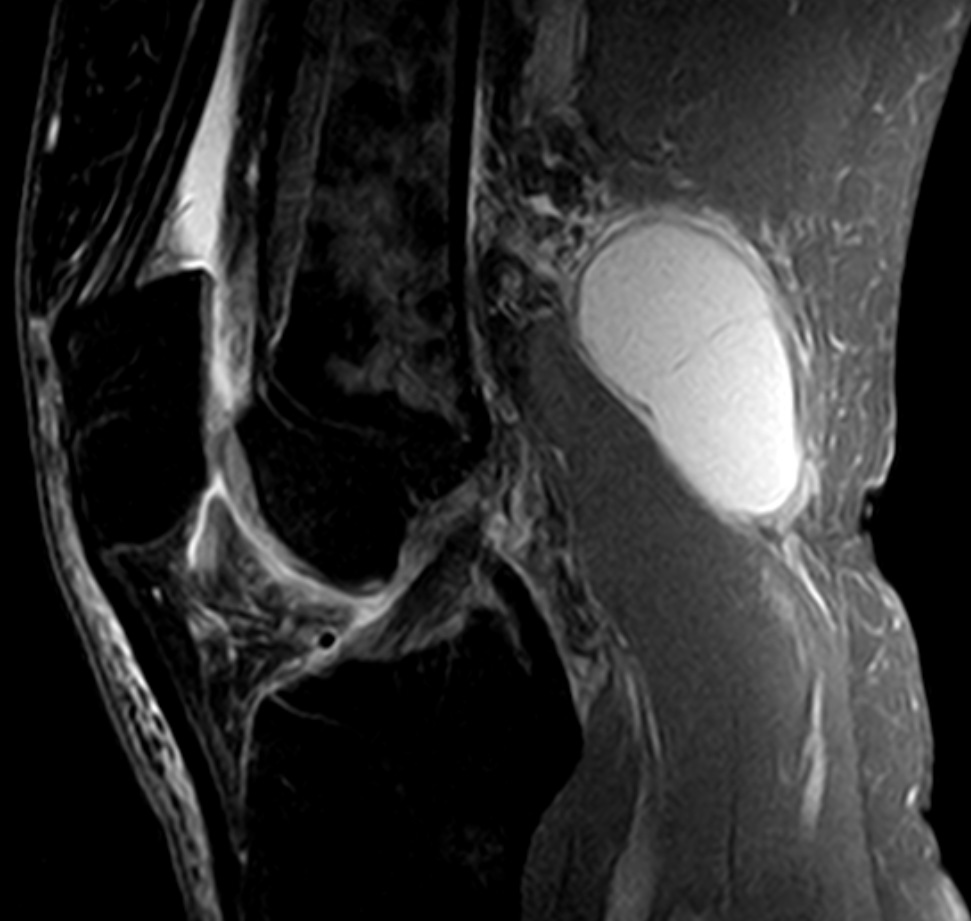
Baker-Zyste in der Kernspintomographie sagittal. Verbindung zum Gelenk nicht mit abgebildet.
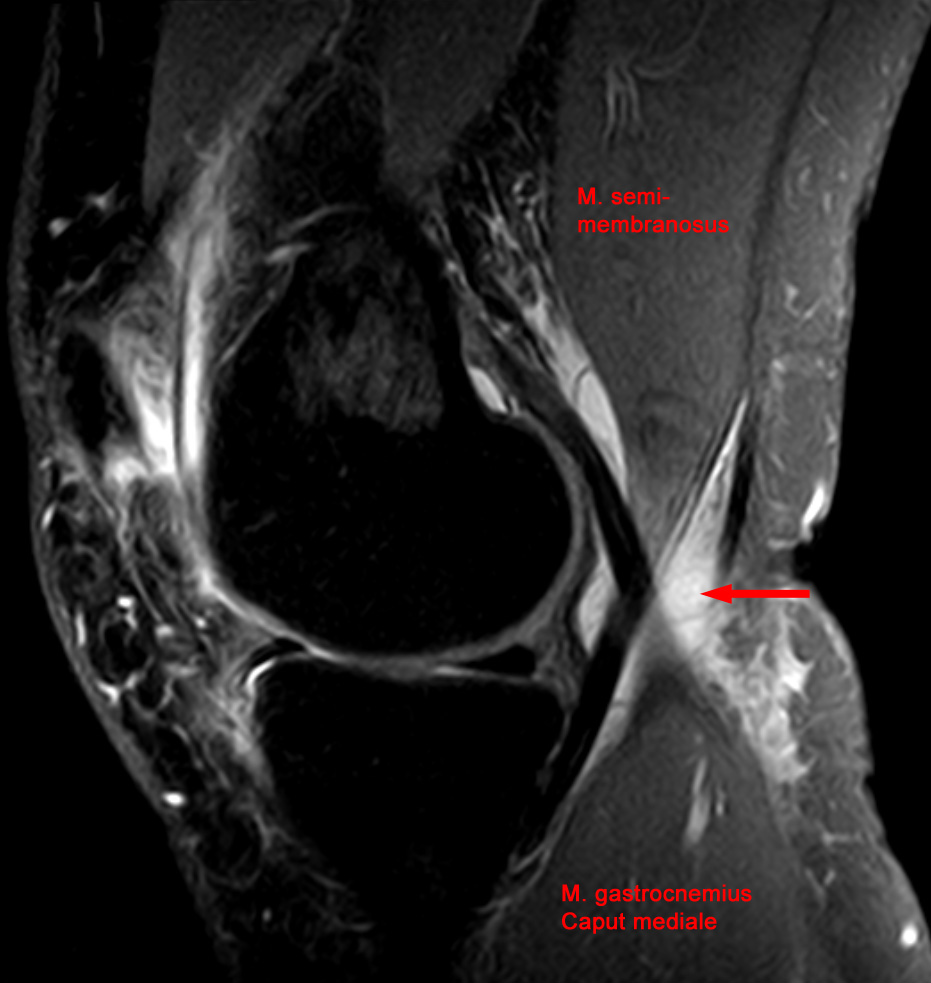
Baker-Zyste in der MRT sagittal mit Durchtrittsstelle zum Gelenk (Pfeil) zwischen M. semimembranosus und M. gastrocnemius Caput mediale.
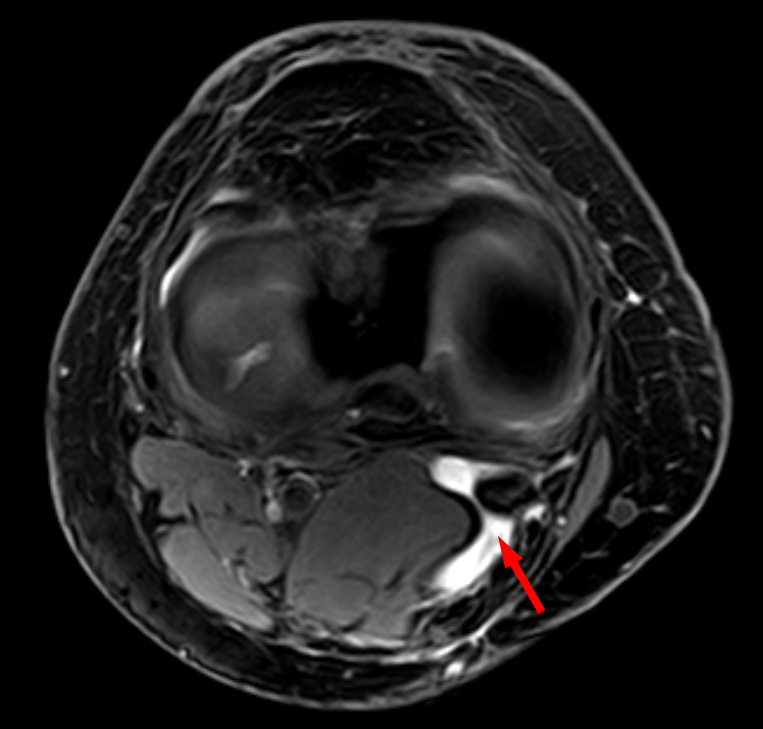
Baker-Zyste MRT axial mit Durchtrittsstelle (Pfeil) zwischen M. semimembranosus und M. gastrocnemius Caput mediale.

## Therapie
Die operative Entfernung (Resektion) ist nur selten sinnvoll, da die Baker-Zyste durch einen Erguss im Kniegelenk entsteht. Eine kausale Therapie der Baker-Zyste setzt also im Kniegelenk an. Wenn der Schaden im Gelenk behoben wird, kann es zur Rückbildung der Zyste kommen. Ansonsten besteht eine relativ hohe Wahrscheinlichkeit, dass die Baker-Zyste nach ihrer Entfernung neu entsteht (Rezidiv). Die Operation birgt – wie jede Operation – ein gewisses Risiko, dass eine Infektion auftritt.
Die Zyste kann auch durch eine Punktion entlastet werden, zum Beispiel bis eine ursächliche Therapie wirksam wird.